# Mildred Breedlove

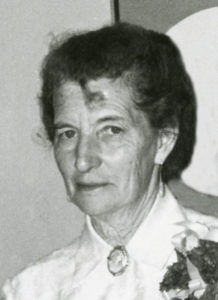
Mildred Breedlode (undatiert)

Mildred Mathews Breedlove (* 27. Mai 1904 als Mildred Cox in Coal Hill, Arkansas; † 14. August 1994 in Ferron, Utah) war eine US-amerikanische Dichterin, die von 1957 bis 1966 Poet Laureate des Bundesstaates Nevada war.

## Leben
Mildred Cox wurde 1904 im kleinen Ort Coal Hill in Arkansas geboren. Ihr Vater starb vier Jahre später und ihre alleinerziehende Mutter zog zunächst zu Verwandten nach Prowers, Colorado, ehe sie erneut heiratete. Mildred nahm so den Namen ihres Stiefvaters, Mathews, an und wuchs in Braggs, Oklahoma, auf. Dort besuchte sie auch die Schule, von der sie nach der zehnten Klasse abging, um mit 16 Jahren Crongy Preston Breedlove zu heiraten. Die beiden wurden in den nächsten Jahren Eltern eines Sohnes und einer Tochter. Parallel ließ sich Mildred Breedlove zur Lehrerin ausbilden, erhielt eine Stelle an einer lokalen Schule und verfasste nebenher Kolumnen für den Muskogee Times Democrat und den Muskegee Daily Phoenix, zwei Lokalzeitungen. Einige Jahre später zog die Familie nach Pomona, Kalifornien, und 1949 schließlich nach Las Vegas, Nevada. In diesem Bundesstaat besaß ihr Ehemann im Lincoln County eine Ranch.
In Las Vegas begann sie 1950, Lyrik zu schreiben. Schnell hatte sie Erfolg; bereits 1953 veröffentlichte sie ihr erstes Gedicht. 1955 und 1957 wurde sie für ihre Leistungen von der National League of American Pen Women ausgezeichnet. 1957 starb auch ihr Ehemann, etwa gleichzeitig wurde sie von Nevada Gouverneur Charles H. Russell zum Poet Laureate of Nevada ernannt. In dieser Funktion veröffentlichte sie 1959 unter anderem ein kleines Lehrbuch zu den Techniken des Gedichteschreibens. 1961 gründete sie die Nevada Poetry Society. Im gleichen Jahr erhielt sie von Russells Nachfolger, Gouverneur Grant Sawyer, den Auftrag, zum 100. Jahrestag der Gründung Nevadas im Jahr 1864 ein Gedicht über Nevada zu schreiben. In den nächsten Jahren reiste sie durch den ganzen Bundesstaat, um Eindrücke und Material für ihr Werk zu sammeln. Das Gedicht Nevada erschien 1964 in limitierter Auflage. Es umfasste 1.224 Verse in drei Teilen, einer über die Geografie des Bundesstaates, der zweite über die Geschichte des Bundesstaates, der dritte über das damalige Nevada.
Das Langgedicht wurde von Kritikern gelobt; unter anderem erhielt Breedlove den Narrative Poet Laureate of Nevada Awrd sowie eine Goldmedaille des philippinischen Präsidenten Ferdinand Marcos. Im gleichen Jahr wurde sie von der United Poets Laureate International Society für den Nobelpreis für Literatur nominiert. Trotzdem kam es zu Unstimmigkeiten; nach Aussage von Breedlove habe Gouverneur Sawyer versucht, die Verbreitung des Gedichtes zu verhindern. Gouverneur Sawyer dementierte zwar diese Anschuldigung, doch Breedlove trat in Folge davon 1966 von ihrem Ehrenamt zurück. In den 1970ern lebte sie in Sparks, Nevada; ihren Lebensabend verbrachte sie in Utah, wo sie 1994 im Alter von 90 Jahren verstarb. Ihr dokumentarischer Nachlass befindet sich in der Bibliothek der University of Nevada, Reno.

## Veröffentlichungen
- Those Desert Hills and Other Poems. The Vogue House, Los Angeles 1959.
- A Study of Rhyme & Rhythm in Creative Expression. Vogue House, Los Angeles 1959.
- Nevada: A Poem Commemorating Nevada’s One Hundredth Anniversary as a State. Duroset, Los Angeles 1963.